# 1964 Luyten
1964 Luyten је астероид главног астероидног појаса чија средња удаљеност од Сунца износи 2,464 астрономских јединица (АЈ).
Апсолутна магнитуда астероида је 13,2.